# Sjoeke Nüsken
Sjoeke Nüsken (Hamm, 22 januari 2001) is een voetbalspeelster uit Duitsland. Ze speelt als middenvelder voor Chelsea F.C. in de FA Women's Super League.

## Clubcarrière
Tot haar elfde levensjaar werd Nüsken gezien als een groot tennistalent, maar op die leeftijd besloot Nüsken om te gaan voetballen. Op 14-jarige leeftijd maakte Nüsken deel uit van de onder 14 Westfalen selectie waarvoor ze drie wedstrijden speelde in de nationale Cup. Daarna speelde Nüsken acht wedstrijden voor het onder 16 team en vier wedstrijden voor het onder 18 team in de nationale Cup. In 2017 deed Nüsken een wedstrijd mee bij het onder 17 team van FSV Gütersloh 2009. Tevens kwam ze ook als A-junior uit voor Westfalia Rhynern tot het einde van het seizoen 2018/19.
In april 2019 werd Nüsken gecontracteerd door Eintracht Frankfurt. De zevenvoudig landskampioen bond Nüsken aan zich tot 30 juni 2022. Op 15 september 2019 maakte Nüsken haar debuut in de Bundesliga in een wedstrijd tegen FC Carl Zeiss Jena waar ze inviel voor Laura Stiben. Op 13 oktober 2019 maakte Nüsken haar basisdebuut in de Bundesliga voor Eintracht Frankfurt. Haar eerste doelpunt in de Bundesliga volgde op 27 oktober 2019, waarin ze de winnende 2-1 maakte tegen MSV Duisburg.
Voorafgaande aan het seizoen 2023/2024 maakte Nüsken de overstap naar de Engelse landskampioen Chelsea F.C.. In Londen tekende Nüsken een contract dat aan haar de club bindt tot 30 juni 2026 Op 1 oktober 2023 maakte Nüsken haar debuut in de FA Women's Super  League voor Chelsea F.C. in een met 2-1 gewonnen thuiswedstrijd tegen Tottenham Hotspur. Op 22 oktober 2023 speelde Nüsken een ijzersterke wedstrijd waarin ze een hattrick maakte tegen Brighton & Hove Albion WFC. Nüsken verkreeg sindsdien een basisplaats bij Chelsea F.C.

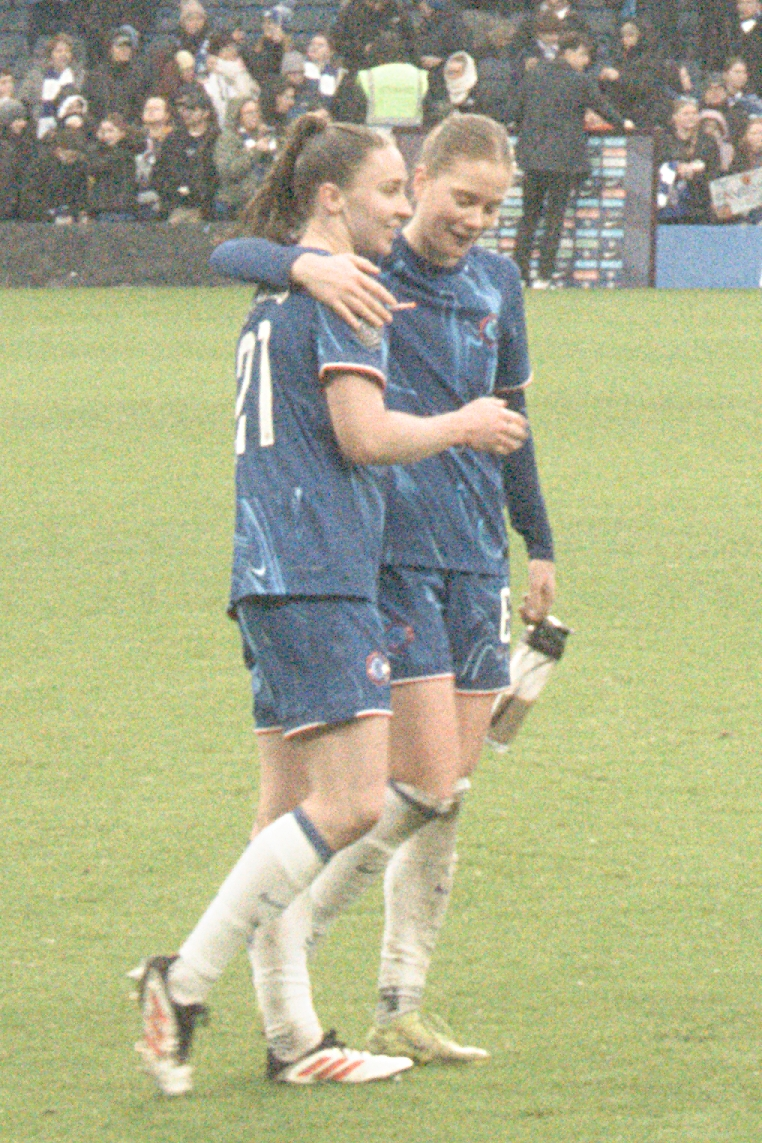
Nüsken met Niamh Charles in 2025

In het seizoen 2024/25 kreeg Nüsken met Sonia Bompastor een nieuwe trainer die haar als een van belangrijke speelsters van het elftal zag. In september 2024 werd ze genomineerd voor de Ballon 'd Or, waarin ze uiteindelijke op de 25ste plaats eindigde. In een wedstrijd tegen Real Madrid in de Champions League 2024/25 maakte Nüsken haar eerste doelpunt van het seizoen. Door de Britse krant The Guardian werd Nüsken op de 34ste plek gezet in een top 100 speelsters van de wereld. Op 8 december 2024 onderstreepte Nüsken haar waarde voor Chelsea door twee keer tot scoren te komen tegen Brighton & Hove Albion WFC. In haar vijftigste wedstrijd voor de Blues kwam Nüsken tot scoren in een Champions League duel tegen FC Twente.

## Statistieken
| Seizoen | Club                | Land      | Competitie              | Wedstrijden | Doelpunten |
| ------- | ------------------- | --------- | ----------------------- | ----------- | ---------- |
| 2019/20 | Eintracht Frankfurt | Duitsland | Bundesliga              | 17          | 5          |
| 2020/21 | Eintracht Frankfurt | Duitsland | Bundesliga              | 22          | 2          |
| 2021/22 | Eintracht Frankfurt | Duitsland | Bundesliga              | 22          | 2          |
| 2022/23 | Eintracht Frankfurt | Duitsland | Bundesliga              | 22          | 2          |
| 2023/24 | Chelsea F.C.        | Engeland  | FA Women's Super League | 21          | 8          |
| 2024/25 | Chelsea F.C.        | Engeland  | FA Women's Super League | 14          | 2          |
| Totaal  | Totaal              | Totaal    | Totaal                  | 118         | 21         |

Laatste update: 22 februari 2025 

## Interlandcarrière
In december 2018 werd Nüsken voor het eerst opgeroepen voor de selectie van het Duitse nationale selectie. Ze mocht van bondscoach Martina Voss-Tecklenburg mee op een winters trainingskamp van 14 tot 21 januari 2019 in Marbella.
In oktober 2019 deed Nüsken mee op het EK 2020 met Duitsland onder 19. Nüsken deed in alle drie de wedstrijden van het toernooi in Portugal mee en plaatste zich voor de eliteronde. Door de coronapandemie werd deze ronde echter nooit gespeeld.
Op 21 februari 2021 maakte Nüsken haar debuut voor het seniorenteam van Duitsland door in de 73ste minuut in te vallen voor Sara Däbritz in een vriendschappelijke wedstrijd tegen België.  Duitsland wist deze wedstrijd met 2-0 te winnen.
Nüsken maakte haar eerste interlanddoelpunt in de 11de minuut op 10 april 2021 in een wedstrijd tegen Australië die Duitsland met 5-2 wist te winnen.
Bondscoach Martina Voss-Tecklenburg nam Nüsken op in haar selectie voor het WK 2023 in Australië en Nieuw-Zeeland. Op dit toernooi wist Duitsland niet voorbij de groepsfase te geraken. Nüsken maakte enkel haar opwachting in het met 1-2 verloren duel tegen Colombia. Door in de 46ste minuut in te vallen maakte Nüsken haar debuut op een WK.